# Ilyas Touba
Ilyas Touba (en arabe : إلياس توبة) surnommé Nasri, né le 4 avril 1997 à Wilrijk (Belgique), est un freestyler de football professionnel et vidéaste web belgo-marocain.

## Biographie

### Débuts à Anvers
Ilyas Touba est né à Wilrijk et a grandi à Borgerhout, à Anvers. Entre ses neuf et dix ans, il s'inscrit dans les catégories jeunes du club de futsal FT Antwerpen. Jusqu'à ses seize ans, il se tourne vers le football freestyle, sur les conseils de son entraîneur, car il est un joueur très technique, mais aussi très perso, ne lâchant pas facilement le ballon.
À la fin de son adolescence, il est pris sous l'aile de Soufiane Touzani, qui le forme en tant que professionnel du football freestyle. C'est à partir de ce moment-là qu'il commence à participer à des tournois et des compétitions de freestyle à travers l'Europe, puis plus tard à travers le monde.

### Entre compétitions et tournois
Il commence les compétitions localement, affrontant Soufiane Bencok dans les demi-finales lors du championnat de Belgique de panna en 2014. Par la suite, il s'oriente vers des sessions de panna filmées avec des footballeurs professionnels, lesquelles sont postées sur les réseaux sociaux. En mars 2016, il réalise une session de panna avec les joueurs professionnels du KV Courtrai,,. Connaissant un réel succès, il se rend trois mois plus tard au club de Manchester City FC pour une session de freestyle avec l'international belge Kevin De Bruyne,,. Cette dernière est visionnée plus d'un million de fois sur YouTube. Un mois plus tard, il répète la même session panna avec, Yannick Carrasco, Mousa Dembélé, Jan Vertonghen et Dries Mertens,,.
Lors des demi-finales du championnat du monde panna de 2022, il affronte Mehdi Amri et remporte la session panna. il finit par être élu champion du monde Panna après une finale disputée contre Mo Taoussss des Pays-Bas à Copenhague au Danemark. Durant cette année, il remporte également le championnat d'Europe à Amsterdam.
En juin 2024, il dispute un match de panna à Tanger avec comme invité le joueur de futsal Soufian Charraoui[réf. nécessaire]. Un mois plus tard, il remporte la médaille d'or à l'Euro de Paris ainsi que le trophée du meilleur KO. Dans une interview, il révèle que Zinédine Zidane est un adepte de ses vidéos.
En janvier 2025, il participe à la Kings League en représentant le Maroc.

## Palmarès
- 2017 : Champion du monde Pannahouse à Copenhague (Danemark)[4]
- 2017 : Champion d'Europe Panna à Amsterdam (Pays-Bas)[4]
- 2018 : Champion du monde Pannahouse à Copenhague (Danemark)
- 2018 : Champion du Mexique à Mexico
- 2018 : Champion de Belgique
- 2019 : Champion du monde Pannahouse à Copenhague (Danemark)[17]
- 2019 : Champion de Belgique
- 2020 : Champion du monde Pannahouse à Copenhague (Danemark)[4]
- 2020 : Champion d'Europe Panna à Amsterdam (Pays-Bas)[4]
- 2022 : Champion du monde Pannahouse à Copenhague (Danemark)[4]
- 2022 : Champion d'Europe Panna à Amsterdam (Pays-Bas)[4]
- 2022 : Champion de Belgique
- 2023 : Champion du monde Pannahouse à Copenhague (Danemark)[4]
- 2024 : Champion d'Europe Panna à Paris (France)[18]
- 2024 : Vainqueur du prix du meilleur KO de l'Euro 2024 à Paris (France)[19]